# Jean Moulin (téléfilm)
Pour les articles homonymes, voir Jean Moulin (homonymie) et Moulin (homonymie).
Pour plus de détails, voir Fiche technique et Distribution.
Jean Moulin est un téléfilm historique en deux parties réalisé en 2002 par Yves Boisset. Il retrace les trois dernières années de la vie de Jean Moulin, préfet d'Eure-et-Loir et unificateur de la Résistance.

## Synopsis
En juin 1940, à Chartres, dans la débâcle générale, le préfet Jean Moulin s’efforce de rassurer et d’organiser les populations dont il a la charge. Lorsque les Allemands lui demandent de signer une déclaration accusant les Sénégalais de l’armée française d’avoir brutalisé des civils, il refuse. Il est torturé, jeté en prison. Craignant de ne pouvoir résister davantage et de perdre toute dignité, il se tranche la gorge… Sauvé, soigné, il reprend son poste avant d’être finalement renvoyé par l’administration pétainiste. Il gagne alors Paris et prend contact avec les mouvements de résistance.
En janvier 1942, Jean Moulin est parachuté en France. Il est devenu le représentant personnel du général de Gaulle, chargé d’unifier les mouvements de Résistance. Il s’organise une vie double : à Eygalières, préfet en disponibilité vivant dans la maison familiale ; chef clandestin partout ailleurs. A Marseille, puis à Lyon et à Paris, il retrouve les chefs de la Résistance intérieure. Il s’impose à eux pour une raison majeure : lui seul peut fournir aux mouvements les armes et l’argent dont ils ont besoin.
Les conflits apparaissent rapidement : on lui reproche de sacrifier l’identité des mouvements à la toute-puissance du général de Gaulle ; de forcer le jeu démocratique en rétablissant les anciens partis politiques dans leurs rôles de naguère ; de se comporter comme un préfet centralisateur. Là n’est pas l’opinion de Vichy qui le convoque pour lui proposer… d’être réintégré ! Il refuse, bien entendu. Les mois passant, Jean Moulin, devenu Rex puis Max, s’enfonce dans la clandestinité. Cela ne l’empêche pas de faire la cour à de jolies demoiselles. Il adopte une activité de couverture qui lui permet de renouer avec sa vieille passion : la peinture.
Mais le filet se referme sur lui, Klaus Barbie et les siens sont à l’œuvre. Les Allemands sont aidés dans leur tâche par d’anciens cagoulards français qui trahissent. Au sein de la Résistance, les conflits gagnent en violence. Les arrestations se succèdent. Les amis de Jean Moulin tombent les uns après les autres ; il poursuit sa tâche, allant vers son tragique destin.

### 1erépisode
Jean Moulin, connu pour avoir été membre du gouvernement du front populaire, respecte sa charge de préfet et se met à disposition de l'occupant allemand en juin 1940. Refusant de contre-signer l'accusation faite aux Sénégalais d'avoir brutalisé des civils, il est emprisonné et torturé. Il rate un suicide pour ne pas craquer et fuit à Paris où il réactive ses anciens réseaux.

### 2eépisode
Après avoir rejoint les Forces françaises libres à Londres où il est devenu le représentant personnel du général De Gaulle, il est chargé d'unifier les mouvements de résistance et est parachuté en France. Sous la couverture de préfet en disponibilité, il voyage à Marseille, Lyon et Paris où il rencontre les différents chefs de la Résistance intérieure.

## Fiche technique
- Titre : Jean Moulin
- Réalisation : Yves Boisset
- Production : Florence Dormoy, Joëy Faré, Jean Labib
- Sociétés de production : France 2 (FR2), Arte France, Scarlett Production
- Pays d'origine :  France
- Scénario : Dan Franck
- Images : Yves Dahan
- Décors : Frédéric Duru
- Montage : Laurence Leininger
- Musique : Angélique Nachon, Jean-Claude Nachon
- Costumes : Catherine Gorne-Achdjian
- Casting : Paula Chevallet
- Maquillage/Coiffure : Jean-Charles Bachelier, Fabienne Bressan, Sophie Landry
- Son : Éric Bonnard, Aurore Camp, Pascal Chauvin, Steve Cook, François Domerc, Éric Grattepain
- Effets spéciaux : Gilbert Pieri
- Genre : historique, biopic,  dramatique
- Durée : 2x90 minutes
- Date de 1e diffusion : 
  -  France : 15 juillet 2002 et 16 juillet 2002 sur France 2
  -  Allemagne :  19 juin 2003
- Date de dernière diffusion :  France 1er novembre 2013 sur Paris première

## Distribution
- Charles Berling : Jean Moulin
- Elsa Zylberstein : Antoinette
- Christophe Malavoy : Commandant Henri Manhès
- Émilie Dequenne : Lili
- Christine Boisson : Gilberte
- Bernard-Pierre Donnadieu : « Charvet » Henri Frenay
- Jérémie Renier : « Didot » René Hardy
- Brigitte Catillon : Laure Moulin
- Thierry Frémont : Legret
- Hanns Zischler : Major von Gutlingen
- Pierre-Loup Rajot : « Barres » Pierre de Bénouville
- Daniel Martin : « Durieux » Bobby Moog
- Philippe Morier-Genoud : Violette
- Anny Romand : « Victoria » Berty Albrecht
- Richard Sammel : Klaus Barbie
- François Négret : « Lunel » Jean Multon
- Philippe Dormoy : « Thomas » Henri Aubry
- Philippe Magnan : « Vidal » Général Delestraint
- Mathieu Simonet : « Hervé » Joseph Monjaret
- Benoît Ferreux : « Sif » Raymond Fassin
- Nicolas Lartigue : André Lassagne
- Pierre-Louis Lanier : Meunier
- Flannan Obé : « Alain » Daniel Cordier
- Monique Couturier : Mme Moulin
- Mado Maurin : Mme Philippe
- Agnès Château : Mlle Labonne
- Edgar Givry : Pierre Cot
- Jean-Pierre Bagot : L'imprimeur
- Henri Poirier : Marx Dormoy
- Samuel Tasinaje : Lenoir
- Bertrand Milliot : Vallet
- Jacques Dynam : M. Jules
- Alain Rimoux : Le sous-préfet
- Philippe Bruneau : Hilaire
- Julie Dreyfus : Lydie Bastien
- Jean Labib : L'orateur
- Danièle Gain : La sous-maîtresse
- Yves Boisset : Walter
- Marco Cherqui : Le provocateur
- Victor Wagner : Le juge Tanon
- Emmanuel Genvrin : Boris Vildé
- Jean-Michel Lahmi : Maurice
- Richard Martin : Léonard
- Françoise Pavy : Mme Raisin
- Francis Van Litsenborgh : Le fonctionnaire
- Fabrice Bagni : Docteur Foubert
- Yoann Sover : Pierre
- Jacques Faugeron : Bernard (Emmanuel d'Astier de la Vigerie)
- Arnaud Xainte : Le maître d'hôtel
- Mathieu Bisson : L'employé de la réception
- Fabienne Roux : Une prostituée
- Alexandra Genoves : Une prostituée
- Juliette Delègue : Thérèse
- Till Bahlmann : Un officier allemand
- Andreas Simma : Un officier allemand
- Barnaby Apps : L'instructeur anglais
- Nathalie Boileau : Marthe
- Tania Sourseva : La mère supérieure
- Julien Bukowski : Un policier
- Adriana Santini : Mireille
- Franck Adrien : Un policier du funiculaire
- Julien Drach : L'opérateur
- Gerard Cherqui : L'employé de l'hôtel
- Édouard Baer : Un motard lors de la débâcle (non crédité)
- Eric Moreau : Un résistant (non crédité)
- Yann Babilée : Poclain
- Nicolas Dugoujon : soldat allemand MP40 (non crédité)

## Autour du film

### Tournage
Ce téléfilm a été tourné à Chartres (dont la place de la Cathédrale et la place Jean Moulin), à Paris 6ème et 18ème, à Marseille, Lyon, Cormeilles-en-Parisis et Epiais-Rhus

## Récompenses
- Grand Prix du meilleur scénario de télévision, Fipa 2002